# 蒂姆·卡希尔
蒂莫西·菲利加·卡希尔（英語：Timothy Filiga Cahill，1979年12月6日—），澳洲足球運動員，出生於悉尼，司職進攻中場，有一半萨摩亚血统。卡希爾的進球慶祝動作多數都是走向拍打離自己最近的角球旗杆。

## 球員生涯
卡希爾16岁即独自到英国发展。1997～1998赛季，效力于澳大利亚悉尼联（Sydney UTD）。1998～2004赛季，效力于英格兰冠军联赛球队米禾爾；总计出场250次，进球57个；在03～04赛季中发挥出色，率队打进了足总杯决赛，0:3负于曼联。
2004年8月，代表澳大利亚参加2004年雅典奥运会，在四分之一决赛中1：0败给伊拉克。
2004年7月23日，卡希爾加盟愛華頓，身披17号球衣，卡希爾发挥出色，迅速占据主力位置。他是这个赛季队中的最佳射手（联赛打进13球），帮助球队以第四名的英超历史最好成绩获得欧洲冠军联赛资格赛资格。
2005年3月17日，当选2004年度大洋洲足球先生。
2006年3月30日，首次在澳洲對南非的國際比賽中出場。6月12日，在世界盃對日本的一場后备上阵，在赛事末段梅开二度，助队反胜3-1。因此被選為比賽最佳球員。
2006年10月，憑著他全年出色的表現，他入選了2006年歐洲足球先生選舉中的最後50人名單當中，是絕少數來自非大型球會的球員，更是罕見地有澳洲球員入選，證明了他的能力已得到各界認同。
另外，卡希爾親哥哥仍是大洋洲國家隊薩摩亞的隊員。
在2008-2009球季,在球隊欠缺前鋒的情況下客串前鋒有不錯的表現。
2009年世界杯外圍賽最後一場比賽澳洲隊在墨爾本板球場對陣日本隊的比賽中他攻入兩球，幫助球隊反敗為勝2：1擊敗對手，成為澳洲目前炙手可熱的球星之一。

### 俱乐部
1996年卡希尔在贝尔莫力神队开始接受训练，后加入悉尼联队。职业生涯在英国起步，1997年他开始为米尔沃尔队效力，前后共达7年，出场250场比赛打入57粒进球。2004年，蒂姆·卡希尔以150万英镑转会英超埃弗顿足球俱乐部，并逐渐成为埃弗顿的中场核心。在埃弗顿效力的八个赛季，卡希尔共出战各项赛事271场，贡献了66粒进球和29次助攻。2012年夏天，卡希尔离开效力八年之久的埃弗顿，加盟美國職業足球大聯盟球队纽约红牛，共代表纽约红牛出战71场攻入16球。
2015年至2016年，卡希尔加盟中超，先後效力於上海绿地申花和浙江綠城。之後他返回澳超一個賽季，並短暫重返英冠球隊米禾爾。
2018年9月，卡希爾加盟印超賈姆謝德布爾足球俱樂部（Jamshedpur FC），並於2019年3月28日宣佈退役。

### 国家队
2004年3月，蒂姆·卡希尔首次代表澳洲國家足球隊参加了主场1-0战胜南非的国际比赛。从那以后，卡希尔就成为澳大利亚队中的重要一员伴随球队走向成功，曾当选为2004年大洋洲足球先生。他在2004年雅典奥运会和2005年德国举办的国际足联联合会杯赛上的表现都使其声名日渐显赫。
2006年德国世界杯，在与日本队的首场比赛中，下半场替补登场的卡希尔在第84分钟和第89分钟的两粒入球，帮助球队上演了该届世界杯最经典的逆转之一。
2010年南非世界杯，在与塞尔维亞队的比赛中收穫一球。
2014年巴西世界杯上，卡希尔作为澳大利亚队的中场核心，在对阵智利和荷兰的比赛中各入一球。
值得一提的是，卡希尔是亞洲球員入球最多的球員（总5球），但由於澳洲在2006年世界杯仍然以大洋洲足協身份出戰，故此多不計算。这情況下仍有3球，只僅僅次於本田圭佑，並与朴智星、安贞桓及孫兴慜並排。
在2015年澳大利亚本土举办的亚洲杯赛中，出任主力中锋的卡希尔打入3球，率领球队一路过关斩将，最终击败韩国捧得亚洲杯冠军。
球員生涯結束：

### 商業代言
2019 年 3 月卡希尔正式從國際足壇退役。球員期間退役之後，分別代言過三星和New Balance等大型国际運動品牌。退役之後，成為了ACY证券 （页面存档备份，存于）至今唯一的全球品牌大使。

## 外部連結
- 愛華頓官方資訊
- ESPNSoccernet.com-非官方資訊 （页面存档备份，存于）
- Yahoo-世界杯球員非官方資料

| 前任： 基維爾 | 大洋洲足球先生 2004年 | 繼任： 華希·路亞 |